# Lijst van voetbalinterlands Brazilië - Frankrijk
Deze lijst van voetbalinterlands is een overzicht van alle officiële voetbalwedstrijden tussen de nationale teams van Brazilië en Frankrijk. De landen speelden tot op heden zestien keer tegen elkaar. De eerste ontmoeting, een vriendschappelijke wedstrijd, werd gespeeld in Rio de Janeiro op 1 augustus 1930. Het laatste duel, eveneens een vriendschappelijke wedstrijd, vond plaats op 26 maart 2015 in Saint-Denis.

## Wedstrijden
| №  | Plaats         | Datum            | Competitie                   | Wedstrijd            | Uitslag |
| -- | -------------- | ---------------- | ---------------------------- | -------------------- | ------- |
| 1  | Rio de Janeiro | 1 augustus 1930  | Vriendschappelijk            | Brazilië − Frankrijk | 3 − 2   |
| 2  | Stockholm      | 24 juni 1958     | WK 1958                      | Frankrijk – Brazilië | 2 – 5   |
| 3  | Parijs         | 28 april 1963    | Vriendschappelijk            | Frankrijk – Brazilië | 2 – 3   |
| 4  | Rio de Janeiro | 30 juni 1977     | Vriendschappelijk            | Brazilië – Frankrijk | 2 – 2   |
| 5  | Parijs         | 1 april 1978     | Vriendschappelijk            | Frankrijk – Brazilië | 1 – 0   |
| 6  | Parijs         | 15 mei 1981      | Vriendschappelijk            | Frankrijk – Brazilië | 1 – 3   |
| 7  | Guadalajara    | 21 juni 1986     | WK 1986                      | Brazilië – Frankrijk | 1 – 1   |
| 8  | Parijs         | 26 augustus 1992 | Vriendschappelijk            | Frankrijk – Brazilië | 0 – 2   |
| 9  | Lyon           | 3 juni 1997      | Vriendschappelijk            | Frankrijk – Brazilië | 1 – 1   |
| 10 | Parijs         | 12 juli 1998     | WK 1998                      | Frankrijk – Brazilië | 3 – 0   |
| 11 | Suwon          | 7 juni 2001      | FIFA Confederations Cup 2001 | Brazilië – Frankrijk | 1 – 2   |
| 12 | Parijs         | 20 mei 2004      | Vriendschappelijk            | Frankrijk – Brazilië | 0 – 0   |
| 13 | Frankfurt      | 1 juli 2006      | WK 2006                      | Brazilië – Frankrijk | 0 – 1   |
| 14 | Saint-Denis    | 9 februari 2011  | Vriendschappelijk            | Frankrijk − Brazilië | 1 − 0   |
| 15 | Porto Alegre   | 9 juni 2013      | Vriendschappelijk            | Brazilië − Frankrijk | 3 − 0   |
| 16 | Saint-Denis    | 26 maart 2015    | Vriendschappelijk            | Frankrijk − Brazilië | 1 − 3   |

## Samenvatting
| Competitie         | Totaal gespeeld | Winst Brazilië | Gelijk | Winst Frankrijk | Doelsaldo Brazilië – Frankrijk |
| ------------------ | --------------- | -------------- | ------ | --------------- | ------------------------------ |
| WK-eindronde       | 4               | 1              | 1      | 2               | 6 − 7                          |
| Confederations Cup | 1               | 0              | 0      | 1               | 1 − 2                          |
| Vriendschappelijk  | 11              | 6              | 3      | 2               | 20 − 11                        |
| Totaal             | 16              | 7              | 4      | 5               | 27 − 20                        |

Wedstrijden bepaald door strafschoppen worden, in lijn met de FIFA, als een gelijkspel gerekend.

## Details

### Tweede ontmoeting
| Halve finale WK 1958 (Solna, Zweden, 24 juni 1958): |              | |
| Frankrijk | 2 – 5        | Brazilië |
| Just Fontaine 8' Roger Piantoni 83' | doelpunten   | 2' Vává 39' Didi 53' Pelé 64' Pelé 76' Pelé                                                                  |
| Albert Batteux en Paul Nicolas | bondscoach   | Vicente Feola                                                                                                |
| Claude Abbes Raymond Kaelbel André Lerond Armand Penverne Robert Jonquet Jean-Jacques Marcel Maryan Wisniewski Just Fontaine Raymond Kopa Roger Piantoni Jean Vincent | opstellingen | Gilmar De Sordi Hilderaldo Bellini Orlando Peçanha Nílton Santos Zito Didi Garrincha Vává Pelé Mário Zagallo |

### Derde ontmoeting
| Frankrijk                                | 2 – 3      | Brazilië                          |
| Maryan Wisnieski 70' Fleury Di Nallo 83' | doelpunten | 30' Pelé 76' (pen.) Pelé 84' Pelé |

### Vierde ontmoeting
| Brazilië                        | 2 – 2      | Frankrijk                        |
| Edinho 30' Roberto Dinamite 51' | doelpunten | 52' Didier Six 85' Marius Trésor |

### Vijfde ontmoeting
| Frankrijk          | 1 – 0      | Brazilië |
| Michel Platini 86' | doelpunten |          |

### Zesde ontmoeting
| Frankrijk | 1 – 3      | Brazilië                           |
| Didier Six 81' | doelpunten | 21' Zico 27' Reinaldo 52' Sócrates |
| - Laatste interland van Olivier Rouyer voor Frankrijk; debuut Philippe Anziani (Sochaux-Montbéliard) en Patrick Delamontagne (AS Nancy-Lorraine). |            |                                    |

### Zevende ontmoeting
| Brazilië                                                       | 1 – 1               | Frankrijk                                                                 |
| Careca 18'                                                     | doelpunten          | 42' Michel Platini                                                        |
| Sócrates Alemão Zico Branco Júlio César                        | strafschoppen 3 – 4 | Yannick Stopyra Manuel Amoros Bruno Bellone Michel Platini Luis Fernández |
| - Doelman Joël Bats stopt strafschop van Zico in 75ste minuut. |                     |                                                                           |

### Achtste ontmoeting
| Frankrijk | 0 – 2      | Brazilië                                              |
| | doelpunten | 43' (e.d.) Bruno Martini 52' Luis Henrique dos Santos |
| - Debuut van William Prunier en Laurent Fournier voor Frankrijk - Eerste duel onder leiding van bondscoach Gérard Houllier na het vertrek van Michel Platini. |            |                                                       |

### Negende ontmoeting
| Frankrijk       | 1 – 1      | Brazilië           |
| Marc Keller 59' | doelpunten | 21' Roberto Carlos |

### Tiende ontmoeting
| Frankrijk                                                      | 3 – 0      | Brazilië |
| Zinédine Zidane 27' Zinédine Zidane 45+1' Emmanuel Petit 90+3' | doelpunten |          |

### Elfde ontmoeting
| Frankrijk                           | 2 – 1      | Brazilië  |
| Robert Pirès 7' Marcel Desailly 54' | doelpunten | 30' Ramon |

### Twaalfde ontmoeting
| Frankrijk | 0 – 0      | Brazilië |
|           | doelpunten |          |

### Dertiende ontmoeting
| Brazilië | 0 – 1        | Frankrijk |
| | doelpunten   | 57' Thierry Henry |
| Carlos Alberto Parreira                                                                                                | bondscoach   | Raymond Domenech |
| Dida Cafú 76' Lúcio Juan Roberto Carlos Kaká 79' Ronaldo Ronaldinho Zé Roberto Gilberto Silva Juninho Pernambucano 63' | Opstellingen | Fabien Barthez Éric Abidal Patrick Vieira William Gallas Claude Makélélé 81' Florent Malouda Zinédine Zidane 86' Thierry Henry Lilian Thuram Willy Sagnol 77' Franck Ribéry |
| Adriano 63' Cicinho 76' Robinho 79'                                                                                    | Wissels      | 77' Sidney Govou 81' Sylvain Wiltord 86' Louis Saha |
| Cafú 25' Juan 45' Ronaldo 45+2' Lúcio 75'                                                                              | gele kaarten | 74' Willy Sagnol 87' Louis Saha 88' Lilian Thuram |

### Vijftiende ontmoeting
| Brazilië                                | 3 – 0      | Frankrijk |
| Oscar 54' Hernanes 85' Lucas 90' (pen.) | doelpunten |           |

### Zestiende ontmoeting
| Vriendschappelijk (Saint-Denis, Frankrijk, 26 maart 2015): |              | |
| Frankrijk | 1 – 3        | Brazilië |
| Raphaël Varane 21' | goals        | 40' Oscar 57' Neymar 69' Luiz Gustavo                                                                                           |
| Didier Deschamps | bondscoach   | Dunga |
| Steve Mandanda Patrice Evra Mamadou Sakho Raphaël Varane Bacary Sagna Blaise Matuidi 84' Moussa Sissoko 74' Morgan Schneiderlin Mathieu Valbuena 82' Antoine Griezmann 74' Karim Benzema | opstellingen | Jefferson Filipe Luís Miranda Thiago Silva Danilo 90' Luiz Gustavo 90+2' Elias Neymar 86' Oscar 83' Willian 88' Roberto Firmino |
| Geoffrey Kondogbia 74' Nabil Fekir 74' Dimitri Payet 82' Olivier Giroud 84' | wissels      | 83' Douglas Costa 86' Souza 88' Luiz Adriano 90' Fernandinho 90+2' Marcelo                                                      |
| - Debuut van Nabil Fekir (Olympique Lyon) voor Frankrijk. |              | |